# Eva Bakos
Eva Bakos (* 26. August 1929 in Wien; † 21. November 2003 ebenda) war eine österreichische Kulturjournalistin und Schriftstellerin von Romanen, Novellen und Reiseführern.

## Leben
Eva Bakos sammelte erste journalistische Erfahrungen beim ORF und bei verschiedenen Zeitungen, nebenher studierte sie Germanistik, Anglistik und Zeitungswissenschaft. Von 1958 bis 1961 war sie zunächst beim Ullstein Verlag beschäftigt, danach arbeitete sie zehn Jahre als Redakteurin bei der Wiener Tageszeitung Express und von 1971 bis 1989 als Chefredakteurin der Österreich-Ausgabe der Frauenzeitschrift Brigitte.
Sie schrieb mehrere Bücher, darunter Witwe à la carte, Die Villa im Veneto und Wilde Wienerinnen. Die Erzählung Heirate nur keine Wienerin wurde 1977 für das Fernsehen verfilmt (Hauptrollen: Louise Martini und Heinz Reincke, Regie: Otto Anton Eder; Erstausstrahlung im ORF am 2. Oktober 1977). Weiters schrieb sie unter anderem das Drehbuch für die ORF-Fernsehserie Die liebe Familie, zahlreiche Gastronomie-Kritiken sowie Reiseführer aus Italien und Niederösterreich. 1991 wurde sie mit dem Goldenen Verdienstzeichen des Landes Wien ausgezeichnet.
Eva Bakos lebte in Wien und auf Schloss Drosendorf. Sie wurde am Wiener Zentralfriedhof bestattet.